# Internationaux de Nouvelle-Calédonie 2007 - Doppio
Il doppio del torneo di tennis Internationaux de Nouvell, facente parte dell'ATP Challenger Series, ha avuto come vincitori Il tabellone di doppio dell'Internationaux de Nouvelle-Calédonie 2007, torneo di tennis che faceva parte del circuito ATP Challenger Series 2007 nell'ambito dell'ATP Challenger Series, è stato vinto da Alex Kuznetsov e Phillip Simmonds. In finale hanno sconfitto la coppia formata da Thierry Ascione e Édouard Roger-Vasselin con il punteggio di 7–6(5), 6-3.

## Teste di Serie
1. Leonardo Azzaro /  Flavio Cipolla (primo turno)
2. Jan Mertl /  Pavel Šnobel (primo turno)

1. Robin Haase /  Michał Przysiężny (primo turno)
2. David Guez /  Alexandre Sidorenko (quarti di finale)

## Tabellone

### Legenda
| - Q = Qualificato - WC = Wild card - LL = Lucky loser | - ALT = Alternate - SE = Special Exempt - PR = Protected Ranking | - w/o = Walkover - r = Ritirato - d = Squalificato |

## Tabellone

### Legenda
| - Q = Qualificato - WC = Wild card - LL = Lucky loser | - ALT = Alternate - SE = Special Exempt - PR = Protected Ranking | - w/o = Walkover - r = Ritirato - d = Squalificato |

|  | Primo turno | Primo turno                              | Primo turno                              | Primo turno | Primo turno |  |  | Quarti di finale | Quarti di finale                 | Quarti di finale        | Quarti di finale              | Quarti di finale              |   |   | Semifinali | Semifinali                       | Semifinali                       | Semifinali                       | Semifinali                       |    |   | Finale | Finale | Finale | Finale | Finale |  |
|  |             |                                          |                                          |             |             |  |  |                  |                                  |                         |                               |                               |   |   |            |                                  |                                  |                                  |                                  |    |   |        |        |        |        |        |  |
|  | 1           | Leonardo Azzaro Flavio Cipolla           | Leonardo Azzaro Flavio Cipolla           | 68          | 5           |  |  |                  |                                  |                         |                               |                               |   |   |            |                                  |                                  |                                  |                                  |    |   |        |        |        |        |        |  |
|  |             | Noam Okun Michael Russell                | Noam Okun Michael Russell                | 7           | 7           |  |  |                  | Noam Okun Michael Russell        | 6                       | 3                             | [3]                           |   |   |            |                                  |                                  |                                  |                                  |    |   |        |        |        |        |        |  |
|  |             | Nicolas Devilder Laurent Recouderc       | Nicolas Devilder Laurent Recouderc       | 4           | 3           |  |  |                  | Alex Kuznetsov Phillip Simmonds  | 4                       | 6                             | [10]                          |   |   |            |                                  |                                  |                                  |                                  |    |   |        |        |        |        |        |  |
|  |             | Alex Kuznetsov Phillip Simmonds          | Alex Kuznetsov Phillip Simmonds          | 6           | 6           |  |  |                  |                                  |                         |                               |                               |   |   |            | Alex Kuznetsov Phillip Simmonds  | Alex Kuznetsov Phillip Simmonds  | 6                                | 6                                |    |   |        |        |        |        |        |  |
|  | 3           | Robin Haase Michał Przysiężny            | 6                                        | 3           | [7]         |  |  |                  |                                  |                         | Stéphane Bohli Ivo Klec       | Stéphane Bohli Ivo Klec       | 0 | 2 |            |                                  |                                  |                                  |                                  |    |   |        |        |        |        |        |  |
|  | PR          | S De Chaunac J-C Faurel                  | 4                                        | 6           | [10]        |  |  | PR               | S De Chaunac J-C Faurel          | S De Chaunac J-C Faurel | 2                             | 3                             |   |   |            |                                  |                                  |                                  |                                  |    |   |        |        |        |        |        |  |
|  | WC          | Nicolas Frayssinoux Philippe Frayssinoux | Nicolas Frayssinoux Philippe Frayssinoux | 1           | 3           |  |  |                  | Stéphane Bohli Ivo Klec          | Stéphane Bohli Ivo Klec | 6                             | 6                             |   |   |            |                                  |                                  |                                  |                                  |    |   |        |        |        |        |        |  |
|  |             | Stéphane Bohli Ivo Klec                  | Stéphane Bohli Ivo Klec                  | 6           | 6           |  |  |                  |                                  |                         |                               |                               |   |   |            | Alex Kuznetsov Phillip Simmonds  | Alex Kuznetsov Phillip Simmonds  | 7                                | 6                                |    |   |        |        |        |        |        |  |
|  |             | Thierry Ascione É Roger-Vasselin         | Thierry Ascione É Roger-Vasselin         | 6           | 6           |  |  |                  |                                  |                         |                               |                               |   |   |            |                                  |                                  | Thierry Ascione É Roger-Vasselin | Thierry Ascione É Roger-Vasselin | 65 | 3 |        |        |        |        |        |  |
|  |             | Jacob Adaktusson Wayne Odesnik           | Jacob Adaktusson Wayne Odesnik           | 2           | 2           |  |  |                  | Thierry Ascione É Roger-Vasselin | 2                       | 6                             | [10]                          |   |   |            |                                  |                                  |                                  |                                  |    |   |        |        |        |        |        |  |
|  |             | Gorka Fraile Marc López                  | 0                                        | 6           | [5]         |  |  | 4                | David Guez Alexandre Sidorenko   | 6                       | 2                             | [8]                           |   |   |            |                                  |                                  |                                  |                                  |    |   |        |        |        |        |        |  |
|  | 4           | David Guez Alexandre Sidorenko           | 6                                        | 4           | [10]        |  |  |                  |                                  |                         |                               |                               |   |   |            | Thierry Ascione É Roger-Vasselin | Thierry Ascione É Roger-Vasselin | 6                                | 6                                |    |   |        |        |        |        |        |  |
|  | WC          | Benjamin Balleret Jérémy Chardy          | Benjamin Balleret Jérémy Chardy          | 2           | 2           |  |  |                  |                                  | WC                      | Nicholas Monroe Scott Oudsema | Nicholas Monroe Scott Oudsema | 1 | 0 |            |                                  |                                  |                                  |                                  |    |   |        |        |        |        |        |  |
|  |             | Mathieu Montcourt Nicolas Tourte         | Mathieu Montcourt Nicolas Tourte         | 6           | 6           |  |  |                  | Mathieu Montcourt Nicolas Tourte | 7                       | 1                             | [4]                           |   |   |            |                                  |                                  |                                  |                                  |    |   |        |        |        |        |        |  |
|  | WC          | Nicholas Monroe Scott Oudsema            | 7                                        | 64          | [10]        |  |  | WC               | Nicholas Monroe Scott Oudsema    | 5                       | 6                             | [10]                          |   |   |            |                                  |                                  |                                  |                                  |    |   |        |        |        |        |        |  |
|  | 2           | Jan Mertl Pavel Šnobel                   | 63                                       | 6           | [7]         |  |  |                  |                                  |                         |                               |                               |   |   |            |                                  |                                  |                                  |                                  |    |   |        |        |        |        |        |  |